# Nabonid
Nabonid (akkadsky Nabú-na´id, „[Bůh] Nabú je veleben“) byl poslední novobabylonský král z chaldejské dynastie, panující v letech 556–539 př. n. l. Jeho otec byl patrně náčelníkem aramejského kmenového svazu, matka Adad-guppi byla kněžkou boha Sína v syrském Charránu (Karrhy). Nabonid nebyl příbuzný s předcházejícími chaldejskými králi, ke královskému titulu mu dopomohla klika stojící proti předchozímu králi Lábaši-Mardukovi (která ho zavraždila).
Nabonid, který nepocházel z královského rodu, zahájil svou kariéru u dvora králů Nebukadnezara II. a Neriglissara. Na trůn ho pravděpodobně dosadili příznivci z kněžských a úřednických kruhů. Pokračoval ve výbojích v syrském prostoru (554–553 př. n. l.), konkrétně v oblasti Chamátu a Edomu. Vzhledem k tomu, že podporoval rekonstrukci chrámů boha Sína v Charránuu a Uru a deset let se zdržoval mimo Babylón na Arabském poloostrově, došlo k napětí mezi ním a mocným kněžstvem boha Marduka. Důvod jeho podpory kultu boha Sína spočívá ve faktu, že v Charránu působila jeho matka jako Sínova kněžka (a zřejmě on sám se v Charránu narodil). V hlavním městě ho zatím zastupoval jeho syn a korunní princ Bél-šarra-usur – z Bible známý jako Belšazar. Nabonidovo postavení v Babylonii nalomil i dlouhotrvající hladomor spolu s celkovou ekonomickou krizí říše.
Nespokojenost obyvatelstva způsobila, že pro perského krále Kýra II. nebylo příliš složité najít v Nabonidově říši vrstvy, které si přály změnu a králův pád. Dne 29. října 539 př. n. l. tak mohla perská vojska bez boje obsadit Babylón, přičemž Nabonidův další osud je nejasný.

## Nabonid aBible
Nabonid je (stejně jako jeho syn Bél-šarra-usur) zmíněn v Bibli. V knize proroka Daniela o nich čteme, přičemž někdy se má za to, že je Nabonid zaměněn za Nebukadnesara II., protože v prvním a druhém verši páté kapitoly stojí:
| „                               | Balsazar král učinil hody veliké tisíci knížatům svým, a před nimi víno pil. A když pil víno Balsazar, rozkázal přinésti nádobí zlaté a stříbrné, kteréž vynesl Nabuchodonozor otec jeho z chrámu Jeruzalémského, aby z něho pili král i knížata jeho, ženy jeho i ženiny jeho. | “ |
| — Bible kralická, Daniel 5, 1–2 | |   |

| „                                         | Král Belšasar vystrojil velikou hostinu svým tisíci hodnostářům a před těmito tisíci pil víno. Při popíjení vína poručil Belšasar přinést zlaté a stříbrné nádoby, které odnesl Nebúkadnesar, jeho otec, z jeruzalémského chrámu, aby z nich pili král i jeho hodnostáři, jeho ženy i ženiny. | “ |
| — Český ekumenický překlad, Daniel 5, 1–2 | |   |

Nejde zde ale o bezprostřední příbuzenskou posloupnost, nýbrž o případ, kdy se „otcem“ v Bibli míní předek, který byl v kladném či záporném smyslu duchovně významný - podobné užití najdeme například v první knize Královské:
| „                                                 | Ve dvacátém roce vlády izraelského krále Jarobeáma se stal judským králem král Ása. Kraloval v Jeruzalémě čtyřicet jedna let. Jeho matka se jmenovala Maaka, dcera Abíšalómova. Ása činil to, co je správné v Hospodinových očích, jako jeho otec David. Vyhnal ze země chrámové smilníky a odstranil všechny bůžky, které udělali jeho otcové. | “ |
| — Český ekumenický překlad, 1. Královská 15, 9–11 | |   |

Nebukadnesar II. je z vypravěčské perspektivy knihy Daniel významnější Bél-šarra-usurův předek na trůnu než Nabonid, protože Nebukadnesar II. se nakonec poddal Danielovu Bohu, kdežto jeho nástupce Nabonid uctíval opět božstva Babylonie (dokladem jsou Nabonidovy válce: urské a sipparský). Konec Belšasarovy vlády je v knize Daniel ironicky dovršen zneuctěním právě těch předmětů, které původně zneuctil sám Nebukadnesar jejich odnesením z Jeruzalémského chrámu při dobytí Jeruzaléma.